# سکستون‌ویل (ویسکانسین)
سکستون‌ویل (به انگلیسی: Sextonville) یک منطقهٔ مسکونی در ایالات متحده آمریکا است که در شهرستان ریچلند، ویسکانسین واقع شده‌است. سکستون‌ویل ۵۵۱ نفر جمعیت دارد و ۲۲۱٫۹ متر بالاتر از سطح دریا واقع شده‌است.